# Wan Letian
Dans ce nom chinois, le nom de famille, Wan, précède le nom personnel.
Wan Letian (chinois : 万乐天), née le 12 août 2004 à Nanchang, est une nageuse chinoise spécialiste des épreuves de dos.

## Carrière sportive
Lors des championnats du monde en petit bassin 2021, elle participe à la qualification du relais 4 × 100 m
4 nages en finale mais sera remplacée par Peng Xuwei, l'équipe finissant en 3e position avec une médaille de bronze.
Elle sera alignée sur trois épreuves aux championnats du monde 2023. En individuel sur 50 m dos , elle réalise le 8e temps ex-aequo de sa demi-finale avec sa compatriote Wang Xueer et doit laisser sa place suite à une ultime course pour les départager ; en individuel sur 100 m dos, elle finit 8e et dernière de la finale. Elle participe au relais 4 x 100 mètres quatre nages féminin mais l'équipe chinoise finit au pied du podium en 3 min 54 s 57.
En septembre 2023, elle remporte le titre sur 100 m dos féminin aux Jeux asiatiques de 2022 et une médaille d'argent sur 50m dos.
Qualifiée pour les Jeux olympiques de 2024, elle se classe douzième de sa demi-finale sur 100m dos ; elle rapporte une médaille de bronze sur le relais 4 x 100 m quatre nages (59.81 pour son passage) avec un temps final de 3 min 53,23 s établi avec ses compatriotes Tang, Zhang  et Yang.

## Palmarès

### Jeux olympiques
- Jeux olympiques 2024 à Paris 
  -  Médaille de bronze du relais 4 x 100 m quatre nages

### Championnats du monde

#### Grand bassin
- Championnats du monde 2025 à Singapour :
  -  Médaille de bronze du 50 m dos
  -  Médaille de bronze du relais 4 x 100 m quatre nages (participe uniquement aux séries)

#### Petit bassin
- Championnats du monde de natation 2021 à Abu Dhabi 
  -  Médaille de bronze du relais 4 x 100 m quatre nages

### Jeux asiatiques
- Jeux asiatiques de 2022 à Hangzhou 
  -  Médaille d'or du 100 m dos
  -  Médaille d'argent du 50 m dos